# Ġgantija
Ġgantija (Maltesisk: "Kæmpens Tårn") er et tempelkompleks af megalitter, bygget i yngre stenalder på øen Gozo i Middelhavet. Ġgantija-templerne er de tidligste af en række megalit-templer på Malta. Folket der byggede dem opførte de to Ġgantija-templer i yngre stendalder (ca. 3600-2500 f.kr.); templerne er således ca. 5500 år gamle og blandt de ældste menneskeskabte religiøse bygninger. Tillige med andre lignende bygningsværker er disse templer blevet optaget på UNESCOs Verdensarvsliste som de megalitiske templer på Malta.
Templerne blev muligvis brugt af en frugtbarhedskult; arkæologer mener at de talrige fund af statuer og statuetter fundet på stedet har forbindelse til en sådan kult. Ifølge den lokale folketro på Gozo blev templerne bygget af en kæmpekvinde, der brugte stedet i religiøst øjemed.